# Мельпиньяно
Мельпиньяно (итал. Melpignano) — коммуна в Италии, располагается в регионе Апулия, в провинции Лечче.
Население составляет 2209 человек (2008 г.), плотность населения составляет 221 чел./км². Занимает площадь 10 км². Почтовый индекс — 73020. Телефонный код — 0836.
Покровителем коммуны почитается святой Георгий, празднование 23 апреля.
Населяемая в основном меньшинством греческого происхождения, говорящим также на диалекте греческого языка, коммуна входит в Союз городов Салентийской Греции (Unione dei Comuni della Grecìa Salentina).

## Демография
Динамика населения:

## Администрация коммуны
- Официальный сайт: http://www.comune.melpignano.le.it/